# 伊萬尼夫卡 (葉拉涅茨市鎮)
47°48′15″N 32°0′51″E / 47.80417°N 32.01417°E
伊萬尼夫卡（烏克蘭語：Іванівка）是位於烏克蘭南部的村莊，由尼古拉耶夫州沃兹涅先斯克区的葉拉涅茨市鎮負責管轄。該村始建於1923年，面積0.74平方公里，海拔高度135米，2001年人口68，人口密度每平方公里91.9人。